# Colluricincla tenebrosa
Picanço-fuliginoso ou sibilante-sombrio (Colluricincla tenebrosa) é uma espécie de ave da família Colluricinclidae.
É endémica de Palau.
Os seus habitats naturais são: florestas subtropicais ou tropicais húmidas de baixa altitude.